# André Zwobada
Pour l’article homonyme, voir Zwobada.
André Zwobada est un réalisateur, producteur et scénariste français, né le 3 mars 1910 dans le 8e arrondissement de Paris et mort  le 12 mai 1994 à Dreux.

## Biographie
André Zwobada est d'abord l'assistant de Jean Renoir et de Maurice Tourneur.
Il se lance dans la réalisation avec un film de science-fiction, Croisières sidérales, sorti en 1942. Durant la Seconde Guerre mondiale, il fait partie d'un réseau de la Résistance, proche du Parti communiste.
Il s'installe au Maroc à partir de 1945 où il réalise entre autres Les Noces de sable qui est salué par Jean Cocteau.
En 1965, il produit La Noire de... du réalisateur sénégalais Ousmane Sembène.
Zwobada a beaucoup travaillé pour les Actualités françaises entre 1951 et 1965.

## Filmographie

### Assistant réalisateur
- 1936 : Le Mort en fuite d'André Berthomieu avec Michel Simon et Jules Berry
- 1936 : L'Amant de madame Vidal d'André Berthomieu avec Elvire Popesco
- 1936 : Le Secret de Polichinelle d'André Berthomieu avec Raimu
- 1936 : La vie est à nous de Jean Renoir
- 1939 : La Règle du jeu de Jean Renoir avec Marcel Dalio

### Réalisateur
- 1936 : La vie est à nous (coréalisé avec Jean Renoir) avec Madeleine Sologne
- 1942 : Croisières sidérales avec Madeleine Sologne et Julien Carette
- 1943 : Une étoile au soleil avec Julien Carette
- 1944 : Farandole avec Gaby Morlay
- 1945 : François Villon avec Serge Reggiani
- 1947 : Symphonie berbère (16 min, court-métrage documentaire)
- 1947 : La Septième porte avec Maria Casarès
- 1949 : Les Noces de sable
- 1951 : Capitaine Ardant avec Renée Saint-Cyr
- 1951 : Nos cousins des îles, court métrage documentaire sur les îles Anglo-Normandes, narration de Gérard Oury
- 1953 : La Fête imprévue, court métrage musical semi-documentaire
- 1955 : Escale à Tanger, court métrage documentaire
- 1957 : Pages d'exil : Victor Hugo à Guernesey, court métrage documentaire
- 1966 : Le Petit Navire, court métrage documentaire

### Acteur
- 1939 : La Règle du jeu de Jean Renoir : l'ingénieur de chez Caudron

### Scénariste
- 1936 : La vie est à nous
- 1949 : Les Noces de sable
- 1951 : Capitaine Ardant

### Producteur
- 1951 : Casabianca de Georges Péclet
- 1957 : Adorables Démons de Maurice Cloche
- 1965 : Dernier Avion pour Baalbek de Marcello Giannini et Hugo Fregonese
- 1966 : La Noire de… d'Ousmane Sembène

### Directeur de production
- 1937 : La Marseillaise - Chronique de quelques faits ayant contribué à la chute de la monarchie de Jean Renoir
- 1941 : Romance de Paris